# Kanton Foix-Ville
Kanton Foix-Ville (francouzsky Canton de Foix-Ville) je francouzský kanton v departementu Ariège v regionu Midi-Pyrénées. Tvoří ho pouze město Foix.